# EHF
EHF (англ. ETS homologous factor) – білок, який кодується однойменним геном, розташованим у людей на короткому плечі 11-ї хромосоми. Довжина поліпептидного ланцюга білка становить 300 амінокислот, а молекулярна маса — 34 892.
| 10         |  | 20         |  | 30         |  | 40         |  | 50         |
| ---------- |  | ---------- |  | ---------- |  | ---------- |  | ---------- |
| MILEGGGVMN |  | LNPGNNLLHQ |  | PPAWTDSYST |  | CNVSSGFFGG |  | QWHEIHPQYW |
| TKYQVWEWLQ |  | HLLDTNQLDA |  | NCIPFQEFDI |  | NGEHLCSMSL |  | QEFTRAAGTA |
| GQLLYSNLQH |  | LKWNGQCSSD |  | LFQSTHNVIV |  | KTEQTEPSIM |  | NTWKDENYLY |
| DTNYGSTVDL |  | LDSKTFCRAQ |  | ISMTTTSHLP |  | VAESPDMKKE |  | QDPPAKCHTK |
| KHNPRGTHLW |  | EFIRDILLNP |  | DKNPGLIKWE |  | DRSEGVFRFL |  | KSEAVAQLWG |
| KKKNNSSMTY |  | EKLSRAMRYY |  | YKREILERVD |  | GRRLVYKFGK |  | NARGWRENEN |
|            |  |            |  |            |  |            |  |            |

A: Аланін

C: Цистеїн

D: Аспарагінова кислота

E: Глутамінова кислота

F: Фенілаланін

G: Гліцин

H: Гістидин

I: Ізолейцин

K: Лізин

L: Лейцин

M: Метіонін

N: Аспарагін

P: Пролін

Q: Глутамін

R: Аргінін

S: Серин

T: Треонін

V: Валін

W: Триптофан

Задіяний у таких біологічних процесах, як транскрипція, регуляція транскрипції, альтернативний сплайсинг. 
Білок має сайт для зв'язування з ДНК. 
Локалізований у ядрі.